# Dino-riders
Dino-Riders é uma série de televisão animada que foi ao ar pela primeira vez em 1988. Dino-Riders foi principalmente um show promocional para lançar uma nova linha de brinquedos Tyco. Apenas 14 episódios foram produzidos, três dos quais foram produzidos em VHS para os Estados Unidos. O programa foi ao ar nos EUA como parte do Marvel Action Universe.
A série centra-se na batalha entre os Valorians heróicos e a malvada Rulon Alliance na Terra pré-histórica. Os Valorians eram uma raça sobre-humana, enquanto os Rulons compreendiam várias raças de humanoides (formigas, crocodilos, cobras e tubarões eram os mais comuns). Ambas as raças vieram do futuro, mas foram transportadas de volta no tempo para a era dos dinossauros. Uma vez na Terra, os Valorians fizeram amizade com dinossauros, enquanto os Rulons fizeram uma lavagem cerebral neles.
A propriedade da série passou para a Disney em 2001, quando a Disney adquiriu a Fox Kids Worldwide, que também inclui a Marvel Productions. Mas a série não está disponível no Disney+.

## Adaptação cinematográfica
Em outubro de 2015, o Conselho de Rastreamento informou que a Mattel se uniu à Solipsist Film para desenvolver um filme de ação ao vivo da Dino-Riders com Alissa Phillips e Stephen L’Heureux. Este filme no entanto, nunca foi concluído.